# Chavanatte
Chavanatte es una comuna francesa situada en el departamento del Territorio de Belfort, de la región de Borgoña-Franco Condado.
Los habitantes se llaman Chavanattais.

## Geografía
Está ubicada a 16 km al este de Belfort, cerca del Alto Rin.

## Historia
Entre 1871 y 1918, estaba fronteriza con Alemania.

## Demografía
| 79 | 82 | 88 | 104 | 129 | 127 | 165 | 158 |
| Para los censos de 1962 a 1999 la población legal corresponde a la población sin duplicidades (Fuente: INSEE [Consultar]) |    |    |     |     |     |     |     |